# Louisbourg

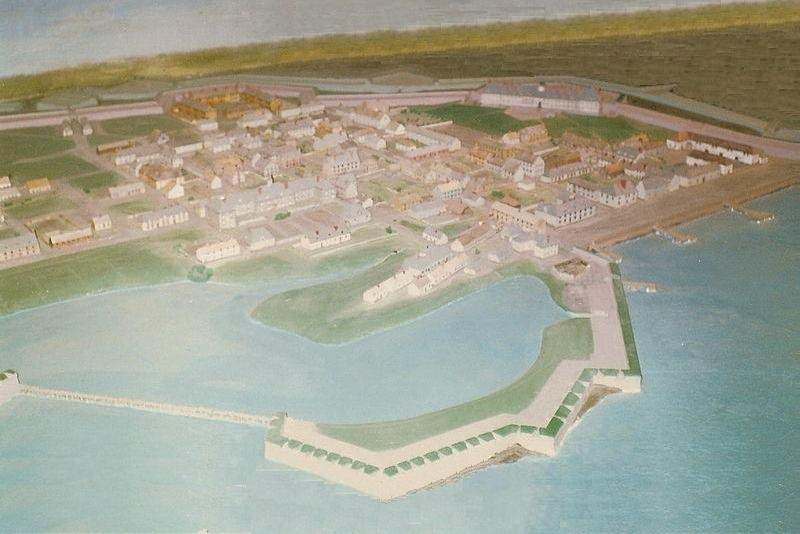
Modell av fästningsstaden Louisbourg.

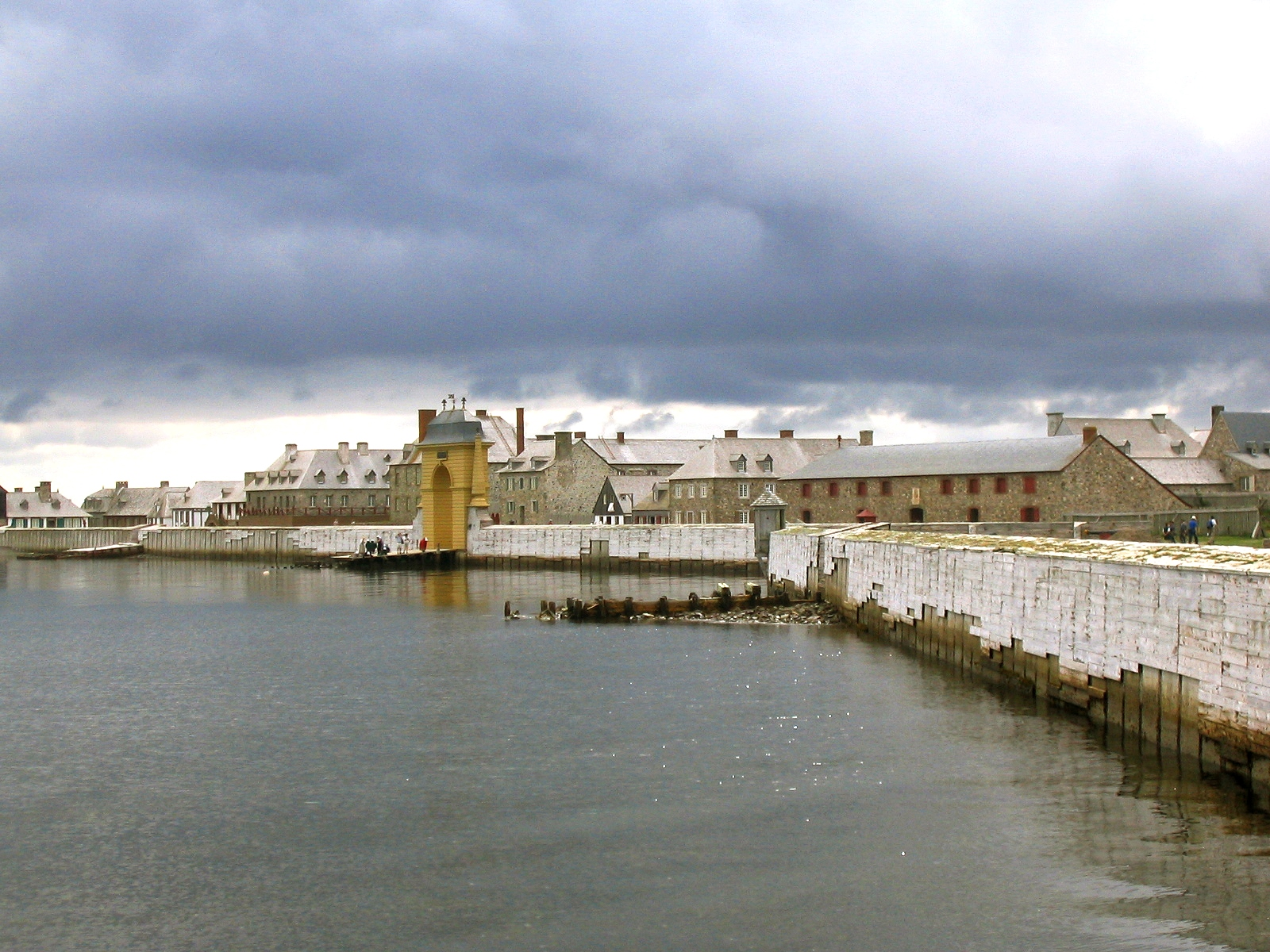
Den rekonstruerade hamnen och fästningen.

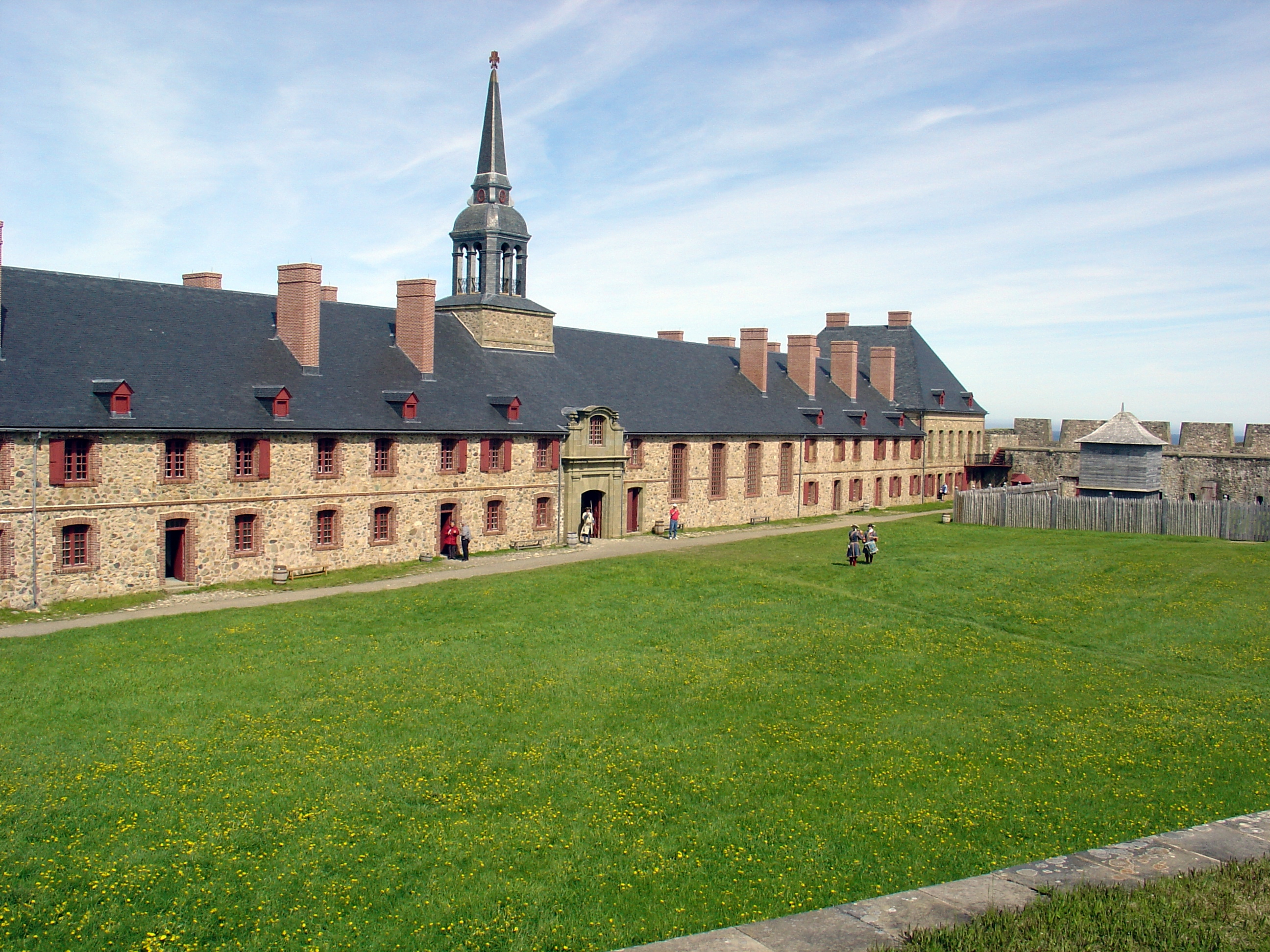
Rekonstruerat parti av fästningen.

Louisbourg var en fransk fästningsstad i Akadien belägen på Île Royale (i dag Cape Breton Island, Nova Scotia).

## Historia
Fransk bosättning kan spåras till början på 1600-talet. Frankrike anlade en örlogsstation här i början på 1700-talet. Det var en av de få hamnar på ön, som var isfri på vintrarna. Fästningsbygget påbörjades 1719 och var färdigt 1745. Storbritannien belägrade och erövrade fästningen samma år, men i freden i Aachen 1748 återlämnades den i utbyte mot Madras i Indien. Under fransk-indianska kriget belägrades fästningen igen och intogs av britterna 1758. Brittiska fortifikationsingenjörer lät sedan förstöra fästningen och staden övergavs efter krigets slut. 
Idag är fästningen ett kanadensiskt historiskt minnesmärke med levande historia.

## Stadslivet
I Louisbourg florerade handeln: franska manufakturvaror, socker, sirap och rom från Västindien, spannmål, kött och timmer från New England, Kanada och Akadien samt fisk från Nordatlanten. Köpmän i Frankrike och New England sände fartyg till staden och en del av dess egna köpmän blev förmögna och levde i överflöd. Det sociala livet dominerades av officerare och ämbetsmän samt mäktiga köpmän. Louisbourg var en kulturell smältdegel med köpmän och fiskare från Plaisance, flickor från Akadien som gift sig i staden, människor från Frankrikes alla provinser och sociala skikt.
Louisbourgs ekonomi var beroende av fiskerierna, militären och handeln. Dess stratifierade samhällsliv dominerades av högre kolonialämbetsmän och officerare samt framgångsrika köpmän. Längre ned på den sociala skalan var handelsmän, värdshusvärdar och hantverkare nödvändiga för garnisonens, hamnens och fiskeriernas försörjning. Varje sommar kom säsongsarbetande baskiska och franska fiskare och tog anställning i fiskerierna. Stadsbefolkningen tenderade att byta yrken oftare än i moderlandet, men deras yrkesval var ändå begränsade. Precis som i franska städer bodde människor av olika stånd och rang sida vid sida. Stadsborna kom från ovanligt många olika regioner. De flesta av kvinnorna var födda i Nordamerika, medan de flesta av männen var födda i västra Frankrike. Alla franska provinser och många europeiska länder var dock representerade bland födelseorterna för stadens invånare.

## Fästningen
Louisbourgs fästningsverk var anlagda för att framförallt kunna motstå ett bombardemang från sjösidan. Vid de två tillfällen då staden belägrades och togs anfölls den dock från landsidan där fästningsverken var svagast. Under Kung Georgs krig kapitulerade den för 4 000 man provinstrupper från New England 1745 och återigen för en större styrka från den reguljära brittiska armén under fransk-indianska kriget. Vid bägge dessa tillfällen föll fästningen sedan en ungefär sex veckor lång belägring lagt staden i ruiner och brächer skjutits i fästningens murar. Det var också ungefär den tid som Vauban beräknat att fästningen skulle kunna motstå en belägring utan undsättning.

## Bildgalleri

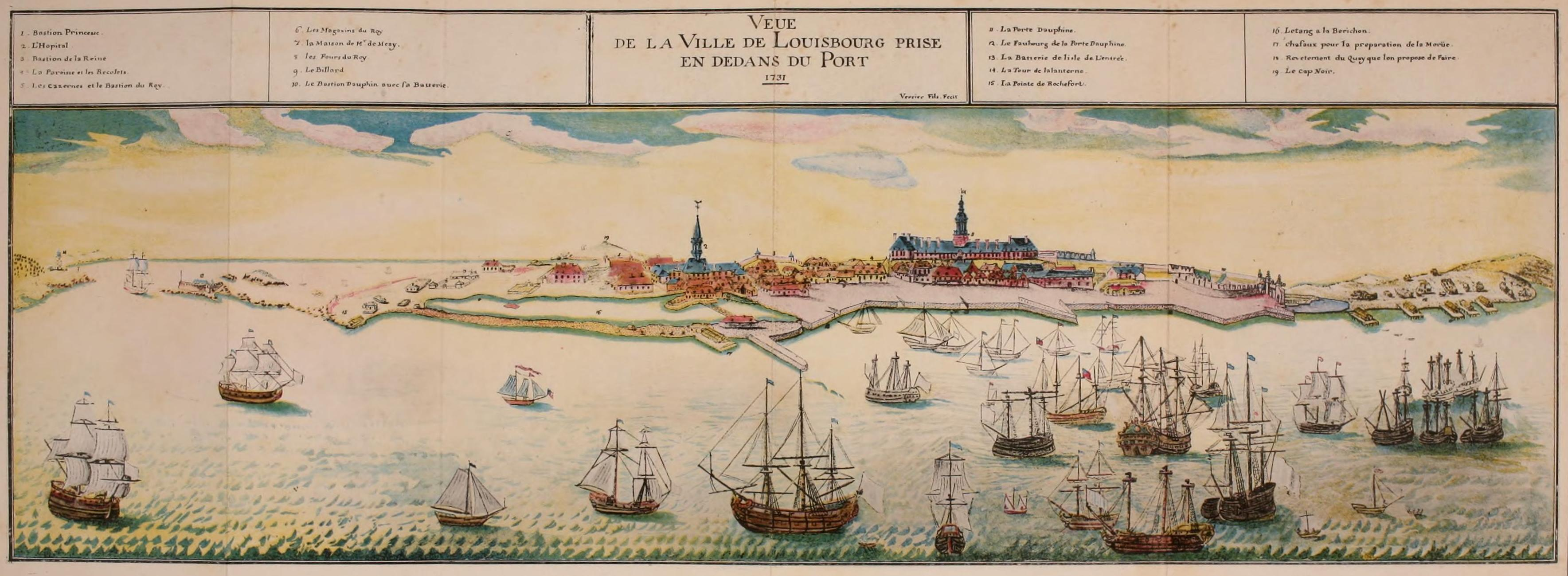
Vy 1731
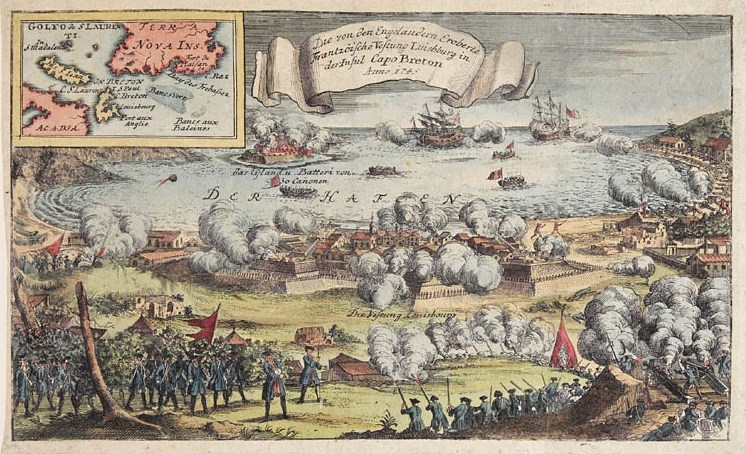
Belägringen 1745
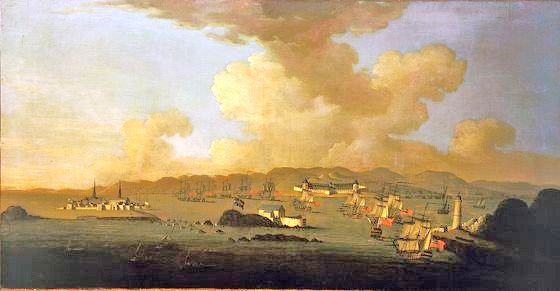
Erövringen 1745
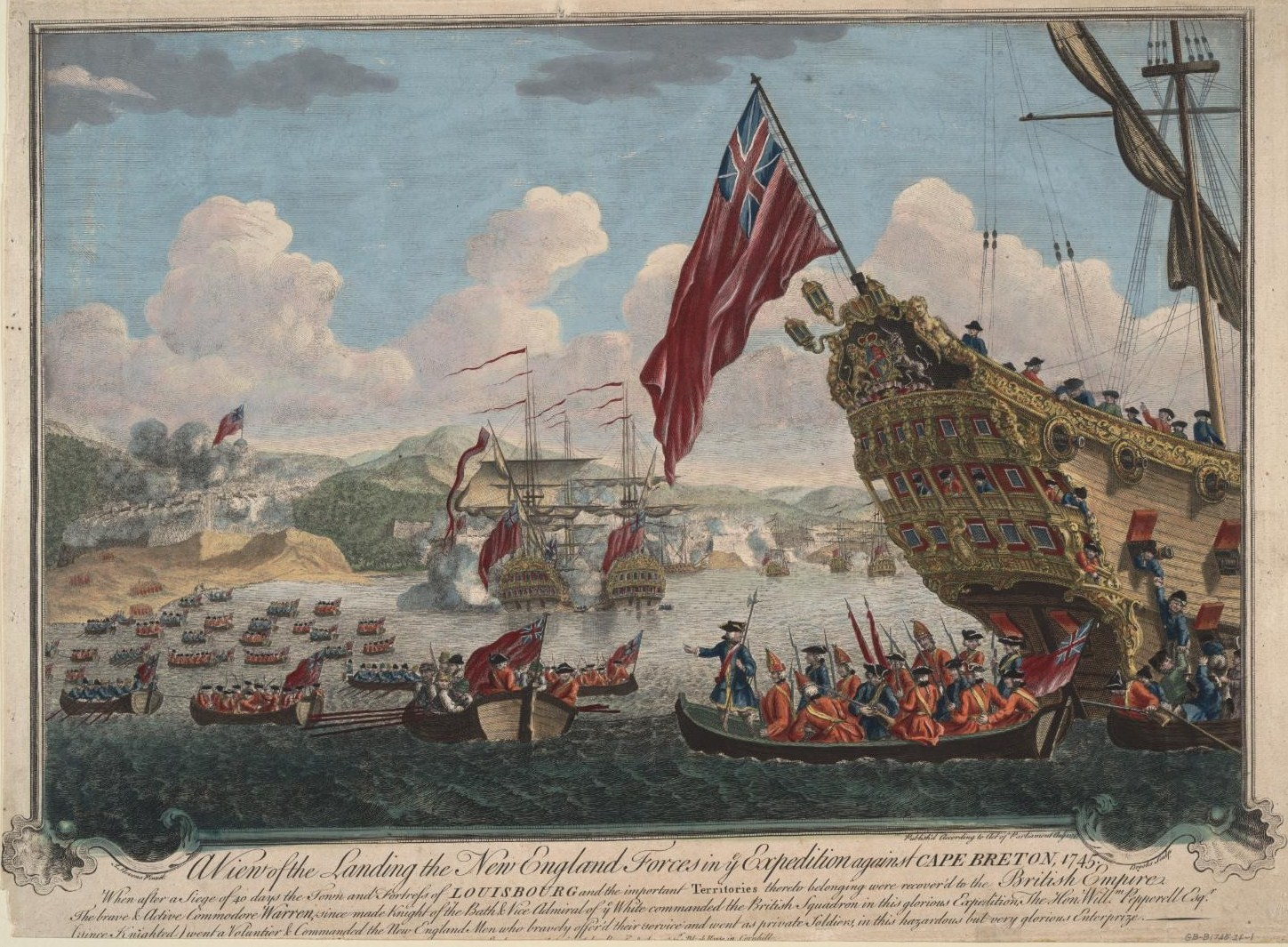
Brittiska trupper landsätts 1745
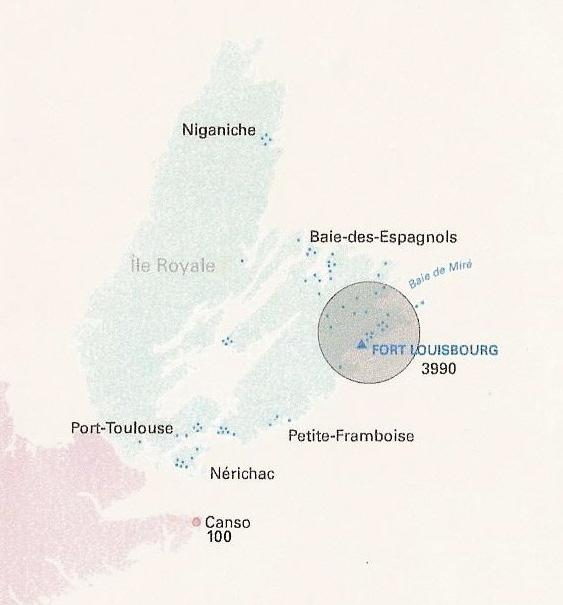
Karta befolkning 1750
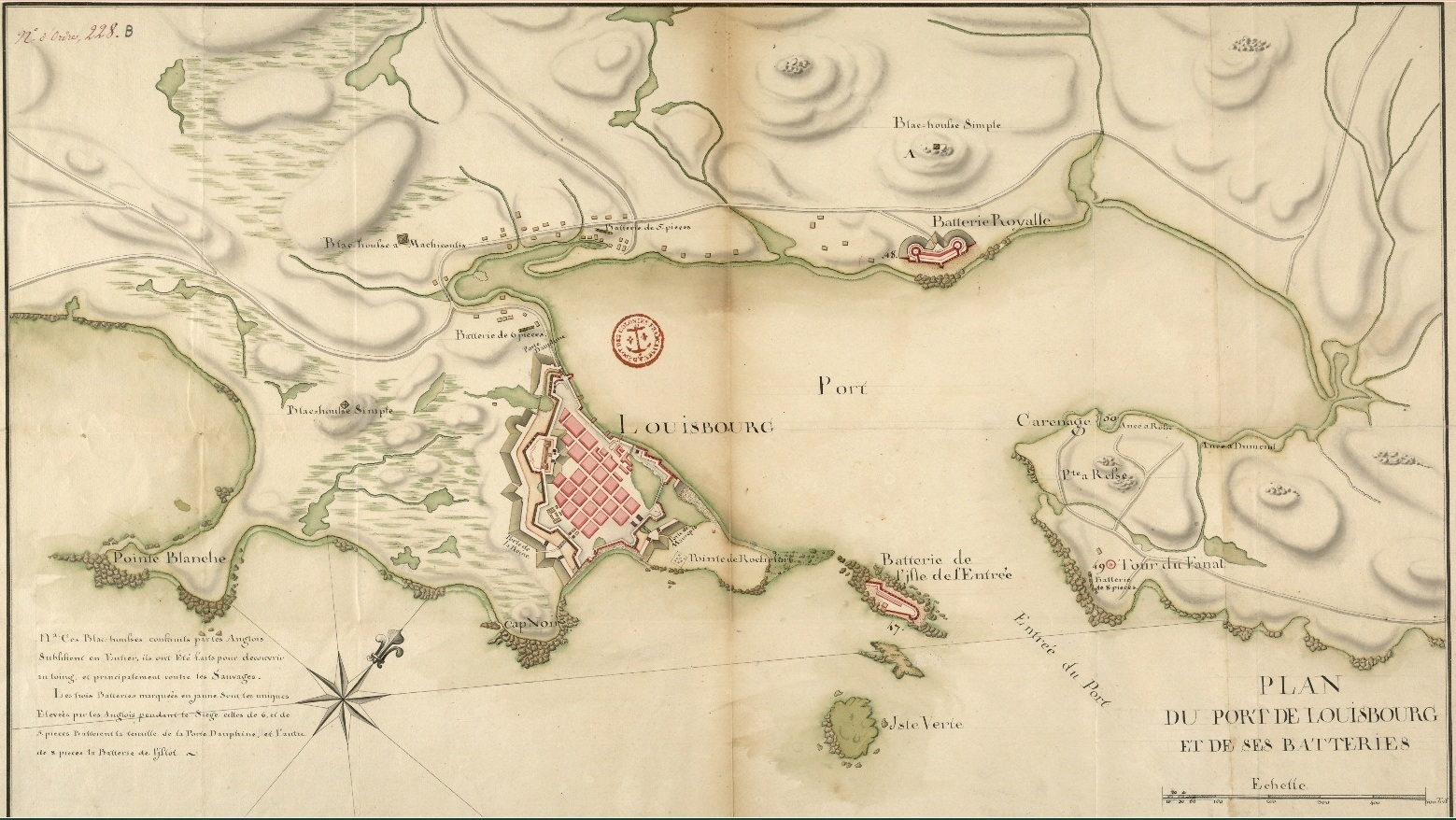
Karta 1751, med uteliggande batterier.
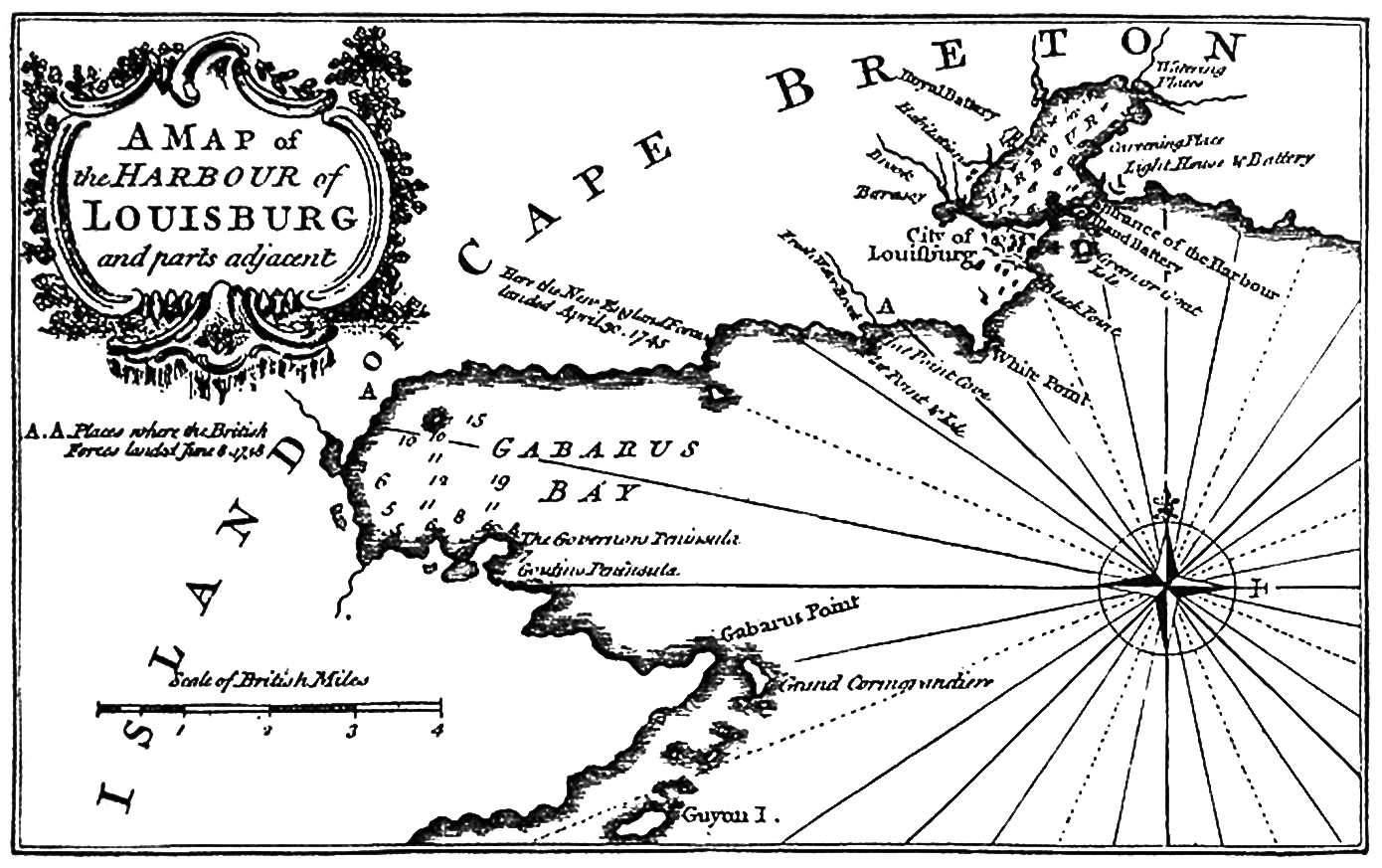
Karta 1758
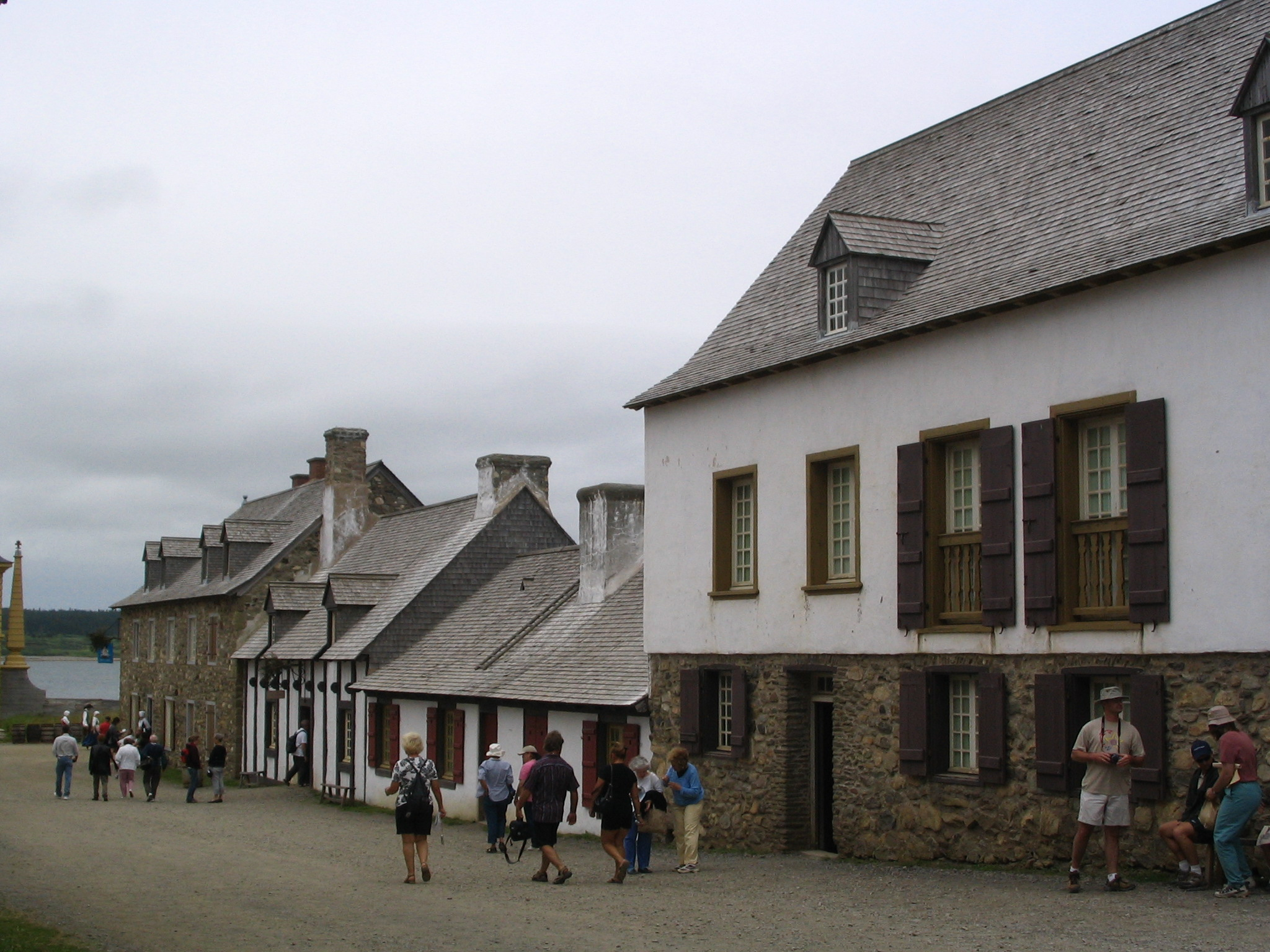
Rekonstruerad gata.
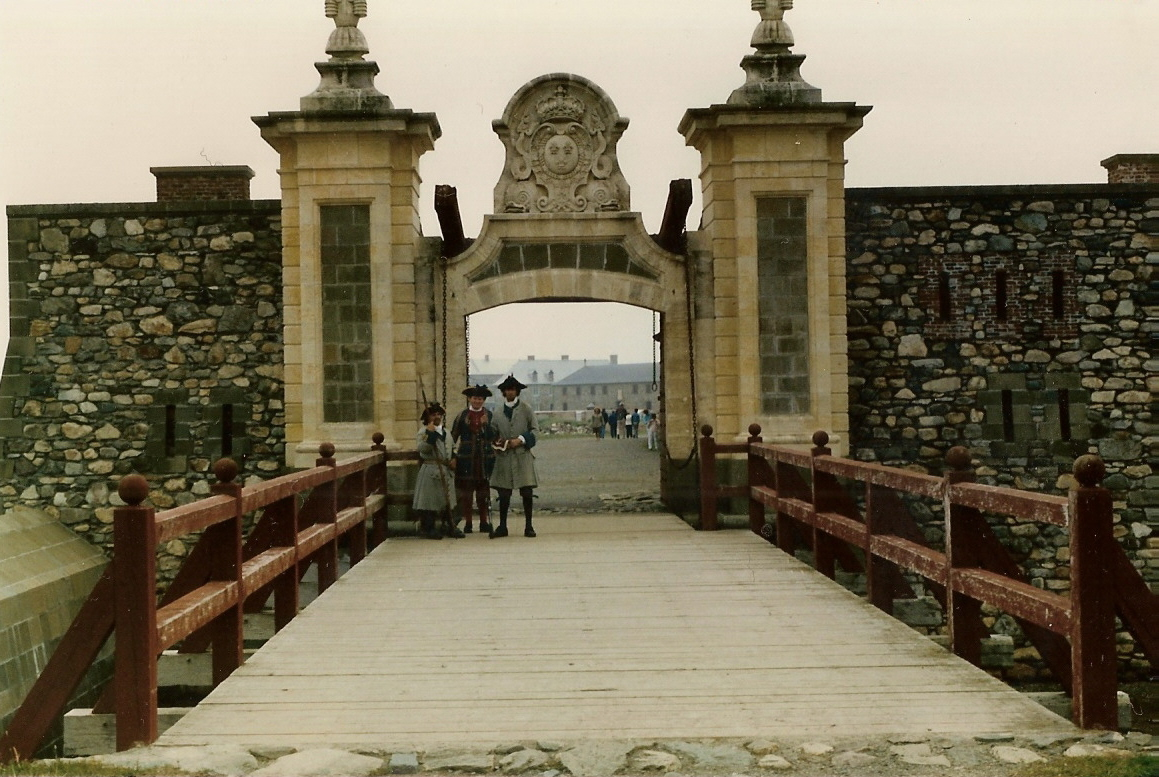
Huvudporten till fästningen med vaktposter i samtida uniformer.
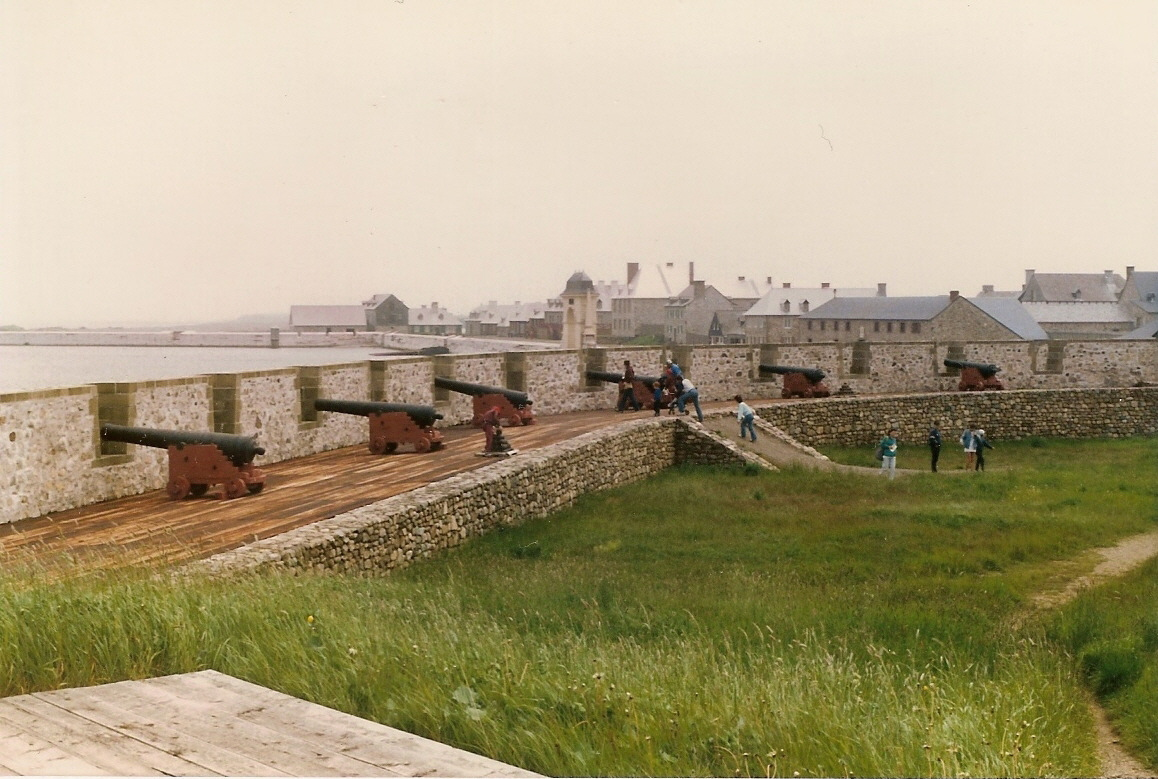
De rekonstruerade fästningsvallarna med artilleri.
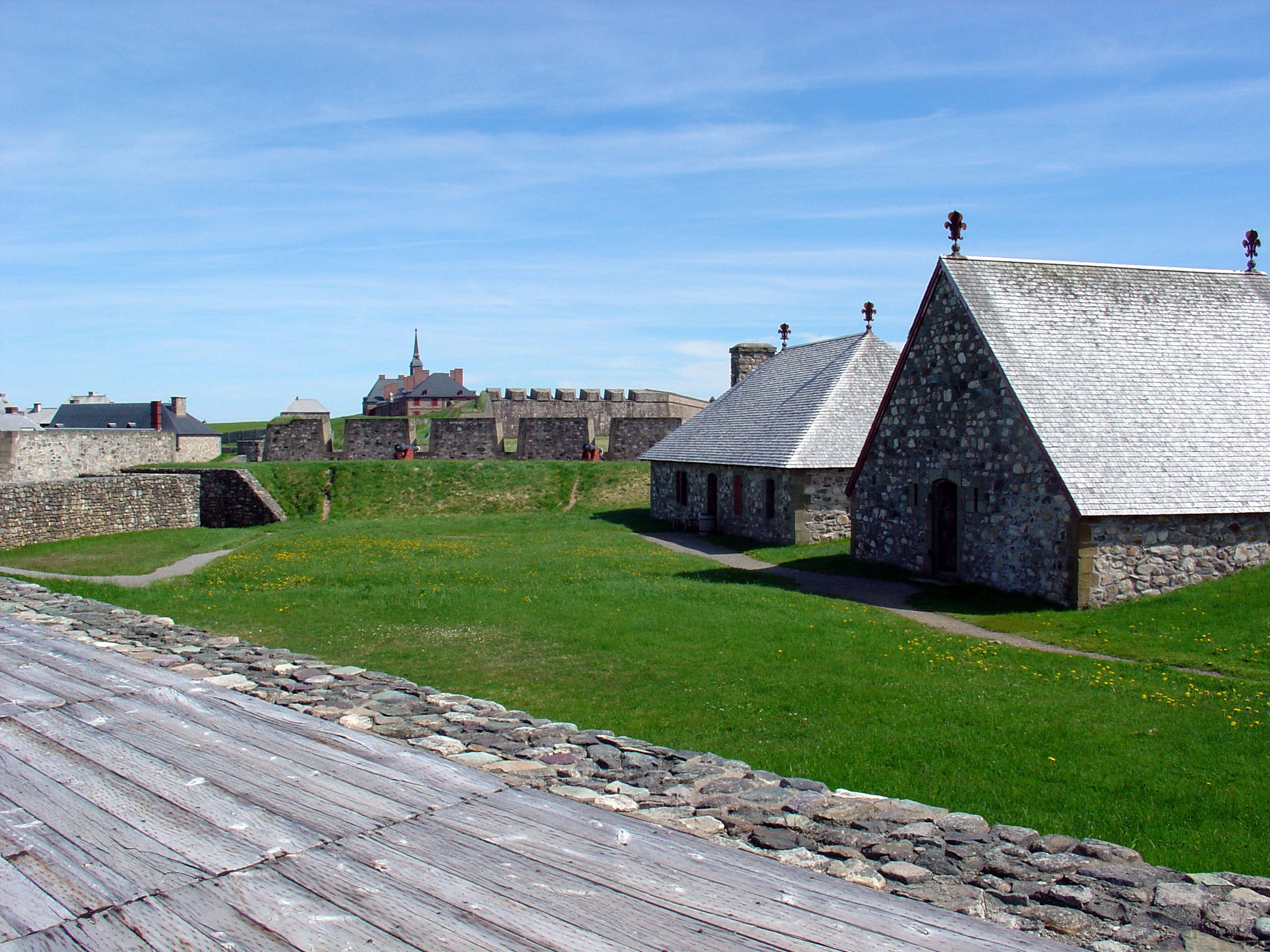
Rekonstruerade fästningsmurar och byggnader.